# Te Papapa
Te Papapa  (Onehunga East ) est une banlieue de la cité d’Auckland, située dans l’Île du Nord de la Nouvelle-Zélande.

## Situation
Elle est située à 9 kilomètres au sud-est du centre-ville, sur la berge nord de la crique de Mangere (en), une branche du mouillage de Manukau Harbour. 
Elle siège entre les banlieues de Onehunga, Penrose, et Southdown, et est à l’extrémité nord du pont de Mangere (en)

## Population
La population de la banlieue était de 3 081 habitants lors du recensement de 2001, dont une grande partie est originaire des îles de l'océan Pacifique soit 28 % des résidents.

## Activité économique
C’est une banlieue résidentielle et d’industrie légère. 
Le siège et les bureaux de la société Carter Holt Harvey (en) sont localisés au ‘173 Captain Springs Road’ dans le secteur de Te Papapa.

## Accès
L’embranchement du chemin de fer de la ligne de branche de Onehunga (en) passe à travers la ville de Te Papapa. 
Les services au niveau de la nouvelle station ont commencé le 19 septembre 2010.

## Éducation
Les écoles secondaires d’état du secteur comprennent collège de One Tree Hill (en) et collège St Peter.